# Danielle Lloyd
Danielle Lloyd (Liverpool, 16 dicembre 1983) è una modella britannica.
Nel 2004 è stata eletta Miss Inghilterra e nel 2006 Miss Gran Bretagna.

## Biografia

### Inizi
Danielle Lloyd nacque a Liverpool dall'unione di Jackie e Arthur Lloyd, rispettivamente manager bancario e ingegnere. All'età di tre anni ebbe una pertosse, che portò ai suoi conseguenti problemi di asma. Si specializzò in Manicure. In seguito partecipò a vari concorsi di bellezza. Appena cominciata la sua carriera da modella, Danielle fu picchiata dal suo fidanzato con consequenziale perdita di molti capelli.

### Miss e Playboy
Il 17 luglio 2004 venne eletta Miss Inghilterra e in seguito partecipò a Miss Mondo 2004. Il 26 febbraio 2006 fu eletta anche Miss Gran Bretagna.
Il 2 novembre dello stesso anno le fu revocato il titolo in seguito a della pubblicità fatta da lei per il sito on-line di Playboy. In seguito furono pubblicate delle sue foto in topless su Playboy e FHM. Inoltre fu una delle finaliste di Miss Maxim 2006.

### Celebrity Big Brother e razzismo
Il 3 gennaio 2007 entrò a far parte del reality show Celebrity Big Brother, il Grande Fratello per i VIP. Durante la sua permanenza nella casa, ottenne molta pubblicità negativa per aver rivolto frasi offensive e razziste nei confronti dell'attrice indiana Shilpa Shetty. In seguito la star di Bollywood rispose così alle offese ricevute: "Danielle è così giovane, innocente e stupida". I genitori di Danielle dichiararono che loro figlia non era razzista e alla fine Danielle si classificò comunque al quinto posto. In un'intervista alla giornalista Davina McCall si scusò per le offese recate a Shilpa Shetty.

### Post-GF
In seguito firmò dei contratti come modella con Bennetts, Rocawear e BeCheeky. Fu anche testimonial di Ladbrokes Poker.
Per scusarsi di persona con Shilpa Shetty, andò a vedere l'anteprima del suo film Life in a... Metro. Davanti a numerosi fan le due si scambiarono dei saluti sul red carpet.
Tra il 2007 e il 2008 fece molte apparizioni in TV, tra le quali quella nella serie TV Gladiators e quella al programma televisivo The Weakest Link. In seguito fece un'apparizione nel suo documentario Dangerous Love: A Comic Relief Special nel quale parlò a proposito del tema della violenza.
Il 2 gennaio 2010 partecipò al quiz televisivo della BBC, Total Wipeout. Donò le 10.000 sterline vinte all'associazione Guiding Light/The Lantern Project. Debuttò inoltre anche nel cinema con il film horror Cut.

## Vita privata
Il 1º dicembre 2009 annunciò di essersi fidanzata con il calciatore inglese Jamie O'Hara da cui, l'11 luglio 2010 ha avuto un figlio di nome Archie. Successivamente ha avuto altri 3 figli: Harry, George e Ronnie. A fine maggio del 2021 ha inoltre annunciato di essere incinta del quinto figlio.